# Helmut Hirsch
Helmut (Helle) Hirsch (ur. 27 stycznia 1916 w Stuttgarcie, zm. 4 czerwca 1937) – niemiecki Żyd, którego skazano na śmierć za udział w planowanym zamachu, mającym na celu destabilizację Rzeszy Niemieckiej. Chociaż szczegóły planów zamachu nie są znane, jego celem były prawdopodobnie kwatera główna NSDAP w Norymberdze oraz/lub drukarnia, w której powstawał antysemicki propagandowy tygodnik Der Stürmer.
Był starszym z dwojga dzieci Marty Neuburger Hirsch i Siegfrieda Hirscha. Po tym, jak w roku 1935 ustawy norymberskie wykluczyły Żydów z niemieckich uniwersytetów, Hirsch przeprowadził się do Pragi, która była wówczas stolicą Czechosłowacji. Mając dziewiętnaście lat zapisał się na studia architektoniczne w Deutsche Technische Hochschule (Niemieckim Instytucie Technologii), który miał swoją filię w Pradze.

## Czarny Front
Wkrótce po przybyciu do Pragi Hirsch wstąpił do Czarnego Frontu (grupy antyhitlerowskich emigrantów). Jego mentor Eberhard Koebel zachęcił go do osobistego zapoznania się z liderem Czarnego Frontu, Ottonem Strasserem. Koebel był wcześniej liderem Deutsche Jungenschaft, skrzydła niemieckiego ruchu młodzieżowego (Buendische Jugend), do którego należał Hirsch. Organizacja Jungenschaft została zdelegalizowana w roku 1935, a sam Koebel uniknął aresztowania tylko dzięki emigracji do Londynu.
Rodzina Hirscha przybyła do Pragi w roku 1936, gdy jego siostra Kaete po ukończeniu gimnazjum nie została przyjęta na niemiecki uniwersytet. Do tego czasu Hirsch był już mocno zaangażowany w tajną działalność Czarnego Frontu, którą skrzętnie ukrywał przed rodziną.
20 grudnia 1936 roku Hirsch wrócił do Niemiec mając zezwolenie na podróż umotywowane fałszywą deklaracją, że jedzie odwiedzić chorą matkę. Tymczasem swojej rodzinie skłamał, że wyjeżdża na narty z przyjaciółmi. Był nieświadomy, że niemiecka administracja wiedziała, że jego rodzina przeprowadziła się do Pragi. Prawdopodobnie niemieccy agenci w Pradze obserwowali go od kilku miesięcy, ale nie mogli go aresztować póki przebywał w Czechach. Pośrednikiem Hirscha został Heinrich Grunov, prawa ręka Strassera, posługujący się pseudonimem Dr. Beer. Według planu Hirsch miał umieścić walizki z ładunkami wybuchowymi w dwóch budynkach w Norymberdze. Proponowanymi celami były kwatera główna nazistów oraz oficyna i drukarnia, w której wydawano pismo Der Stuermer. Grunov zalecił Hirschowi zakup biletu z Pragi do jego miasta rodzinnego, Stuttgartu. Miał jednak wysiąść wcześniej – w Norymberdze. Tam miał otrzymać od łącznika kwit bagażowy na dwie walizki, które zostały przemycone do Niemiec. Zamiast tego pojechał do Stuttgartu, gdzie wcześniej zaplanował spotkać się ze swoim starym przyjacielem. Na podstawie listów, które Hirsch napisał do swojej rodziny z więzienia, można wywnioskować, że wahał się czy dokonać zamachu i że liczył, że jego przyjaciel wyperswaduje mu ten pomysł z głowy.

## Aresztowanie i więzienie
Hirsch przybył do Stuttgartu późnym wieczorem 20 grudnia. Gdy jego przyjaciel nie stawił się na umówionym miejscu spotkania, Hirsch postanowił zameldować się w Hotelu Pelikan, stojącym naprzeciwko stacji kolejowej. Wczesnym rankiem 21 grudnia agenci Gestapo aresztowali go w pokoju hotelowym. Hirsch został przesłuchany najpierw w Stuttgarcie, a następnie w berlińskim więzieniu Plötzensee. Został oskarżony o udział w spisku, którego celem miała być zdrada stanu. Oskarżono go również o zamiar popełnienia przestępstwa z wykorzystaniem materiałów wybuchowych, pomimo faktu, że w czasie aresztowania nie miał przy sobie żadnych ładunków wybuchowych. Na proces oczekiwał przez dziesięć tygodni w odizolowanej celi. Nie pozwolono mu skontaktować się z rodziną oraz krewnymi w Niemczech. List, który napisał do wujka, pracującego jako prawnik w Stuttgarcie, został zatrzymany przez cenzurę.

## Proces
Proces Hirscha prowadzony przez Sąd Ludowy (Volksgericht) był tajny i odbył się 8 marca 1937 roku. Tego samego dnia sądzono również jego przyjaciela, który został aresztowany kilka tygodni po zatrzymaniu Hirscha. Postawiono mu zarzut współpracy w spisku. Z zeznań jednoznacznie wynikało, że w szeregach Czarnego Frontu działał co najmniej jeden podwójny agent, który informował Gestapo o Hirschu. Świadek oskarżenia opisał plan zamachu z takimi szczegółami, które mógł znać jedynie członek Czarnego Frontu. W czasie przesłuchania Hirsch nie wyparł się swojego udziału w spisku, chociaż jego adwokat domagał się dla niego uniewinnienia wobec braku konkretnych dowodów. Gdy Hirscha zapytano, czy targnąłby się na życie Adolfa Hitlera, gdyby miał taką możliwość, ten odpowiedział twierdząco.
Chociaż sam Hitler nie był celem zamachu, odpowiedź Hirscha stała się przyczyną plotek w międzynarodowej prasie, które głosiły, że Hirsch zamierzał zamordować Hitlera. Sąd uznał go za winnego i skazał na śmierć. Jego przyjaciel został uniewinniony. Chociaż sam przebieg procesu pozostał tajny, to wyrok podano do wiadomości publicznej.

## Międzynarodowe apele o uniewinnienie
Rodzina i przyjaciele Hirscha uruchomili kampanię na rzecz ułaskawienia go lub ewentualnie na rzecz zmiany kary na dożywocie. Międzynarodowy Czerwony Krzyż, Społeczność Przyjaciół oraz międzynarodowe stowarzyszenie prawników wstawiły się za nim. Organizacja praw człowieka przekonała rząd Norwegii do udzielenia mu azylu w przypadku gdyby Niemcy zwolnili go z więzienia. Apele składano również do Ligi Narodów oraz Izby Gmin w Londynie. Największe nadzieje dawała jednak interwencja Stanów Zjednoczonych. Ojciec Hirscha, Siegfried mieszkał w USA przez dziesięć lat zanim ożenił się w roku 1914. Zanim wrócił do Niemiec został naturalizowanym obywatelem USA. W czasie I wojny światowej Siegfried mieszkał wraz ze swoją żoną i dwojgiem dzieci w niemieckim regionie Alzacji. Pod koniec wojny, gdy Alzacja została włączona w granice Francji, rodzina Hirschów przeniosła się do Stuttgartu. Na skutek biurokratycznego zamieszania, którego szczegóły są niejasne, amerykańskie obywatelstwo Siegfrieda Hirscha zostało unieważnione, a cała rodzina otrzymała status „bezpaństwowców”. Chociaż Hirsch urodził się w Niemczech i przez większość życia mieszkał w Stuttgarcie, nigdy nie posiadał niemieckiego obywatelstwa. Mieszkający w Nowym Jorku kuzyn Hirscha zwrócił się do pewnego amerykańskiego prawnika z prośbą o przywrócenie obywatelstwa Siegfridowi. Początkowo podanie zostało odrzucone, jednak po miesiącu zmieniono sentencję. 22 kwietnia 1937 roku Siegfried Hirsch oraz jego dzieci otrzymali obywatelstwo Stanów Zjednoczonych.

## Dyplomacja amerykańska
Amerykańskie obywatelstwo Helmuta Hirscha natychmiast zmieniło sytuację. Sekretarz Stanu Cordell Hull nakazał amerykańskiemu ambasadorowi w Berlinie, Williamowi E. Doddowi interwencję w sprawie Hirscha. Dodd opisał swoje działania w swoim dzienniku. Z jego zapisów wynika, że wstawiał się za Hirscha u Konstantina von Neuratha, ministra spraw zagranicznych Niemiec oraz u Ottona Meissnera, głównego adiutanta Hitlera. Pomimo wysiłków amerykańskiej dyplomacji Hitler nie zgodził się ocalić życia Hirscha. 
Egzekucję wykonano poprzez ścięcie głowy 4 czerwca roku 1937 o godzinie 6:00 rano.